# Tattva
Tattva é uma palavra sânscrita que significa 'talidade', 'princípio', 'realidade' ou 'verdade'. De acordo com várias escolas indianas de filosofia, um tattva é um elemento ou aspecto da realidade. Em algumas tradições, eles são concebidos como um aspecto da divindade. Embora o número de tattvas varie dependendo da escola filosófica, acredita-se que juntos eles formam a base de toda a nossa experiência. A filosofia Samkhya usa um sistema de 25 tattvas, enquanto o Shaivismo reconhece 36 tattvas. No budismo, o equivalente é a lista de dhammas que constituem a realidade. 

## No hinduísmo
No hinduísmo, designa os princípios constitutivos da realidade. O Sāṃkhya, fundado por Maharshi Kapila (c. 700 a.C), conta vinte e cinco tattvas, cuja evolução (pariṇāma) ocorre sob a influência do tattva purusha:
- a prakriti e suas manifestações na criação (sarga)
- os três sentidos psíquicos ou funções intelectuais que compõem o instrumento interno (antaḥkaraṇa) (buddhi, ahaṃkāra, manas, ao qual o vedānta adiciona citta na cabeça)
- as dez faculdades de percepção e ação (indriya)
- os cinco elementos sutis (tanmātra)
- os cinco elementos grosseiros (bhūta)

As escolas de Hatha Yoga de filosofia táttvica ligam a energia da respiração (Prana) com os ciclo dos cinco Tattvas. O oitavo capítulo do Shivagama é A ciência da Respiração e a filosofia dos Tattvas. Este trabalho descreve "O Universo como criado nos Tattvas; sendo instrumentalizado pelos Tattvas; e desaparece nos Tattvas; dos Tattvas se conhece a natureza do Universo." Os Tattvas são considerados as cinco modificações da Respiração, Prana, que é descrito como o principio vital do Universo (macrocosmo) e do homem (microcosmo).

## No budismo
Tattva é um termo também presente no budismo. Segundo o Princeton Dictionary of Buddhism: "Quando contrastado com tathata, tattva é considerado a identidade essencial de um dharma particular, enquanto tathata é a realidade essencial comum na qual todos os darmas participam."